# Rozoy-sur-Serre
Rozoy-sur-Serre – miejscowość i gmina we Francji, w regionie Hauts-de-France, w departamencie Aisne.
Według danych na styczeń 2014 roku gminę zamieszkiwało 1030 osób, a gęstość zaludnienia wynosiła 62,1 osób/km².